# Сангийн хэрэм
Сангийн хэрэм (дословно с монгольского Казначейская крепость) — развалины маньчжурской крепости в северной части Ховда (Монголия).

## История
Крепость была возведена в 1762 году и стала резиденцией маньчжурского амбаня в Западной Монголии. Крепость квадратной планировки имела глинобитные стены, западные и восточные ворота и четыре сторожевых башни по углам, а также была окружена водяным рвом, пересекаемым ведущими к воротам деревянными мостками. Сохранившиеся стены — 3 м в высоту и 1,5 м в толщину — ориентированы по сторонам света; протяжённость каждой стены — 330 м. Экспедиция Г. Н. Потанина провела в Ховде зиму 1876—1877. Потанин описывал город состоящим лишь из крепости и торговой слободы при ней. Крепость имела зубчатую стену и ров перед ней. «В крепости жил китайский губернатор и находились его ямын (управление), тюрьма, кумирня, кузница и сад». Согласно русскому географу М. В. Певцову, посетившему крепость в 1878 году, в то время высота стен составляла 4,5 м.. Южную часть крепости занимал сам амбань, а также казначейство, служебные помещения и солдатские казармы. Восточную часть занимали китайские купцы, китайский буддийский храм и мечеть. 7 августа 1912 года гарнизон крепости был разбит в ходе штурма крепости, которым руководил Джа-лама, и китайская администрация покинула Кобдо. В результате боевых действий и сразу после них стены и башни крепости были приведены в негодность, все постройки на территории крепости были разрушены.

## Современность
В настоящее время на территории бывшей крепости располагается в северной части современного города Ховд примерно в 750 м к северу от главной площади города. Территория крепости составляет 10,5 га и пустует, только в юго-восточном углу бывшей крепости недавно построена казахская мечеть. Все смежные с бывшей крепостью кварталы застроены индивидуальными дворами, в которых наряду с жилыми и хозяйственными постройками в течение всего года стоят юрты.
Северо-западный угол крепости находится всего в 100 м от реки Буянт-Гол, поэтому у домовладений к западу от крепости, между остатками стен и рекой, имеются огороды, которые возможно поливать из реки.
Вдоль южной стороны крепости проходит асфальтированное шоссе, которое, преодолев два главных рукава реки Буянт-Гол по бетонным мостам, соединяет город дорогами, ведущими на запад и северо-запад Монголии и в Россию. В восточном направлении шоссе соединяет город с дорогами, ведущими в центр страны к Улан-Батору, на северо-восток к Улясутаю, на юго-восток к городу Алтай и далее в Гоби.